# Cosmibuena
Cosmibuena es un género con 4 especies de plantas con flores perteneciente a la familia Rubiaceae.

## Especies
- Cosmibuena grandiflora (Ruiz & Pav.) Rusby - azuceno del Perú, cape negro del Perú, capecape del Perú, capecito del Perú, cascarillo mestizo del Perú.[2]
- Cosmibuena macrocarpa (Benth.) Klotzsch ex Walp.
- Cosmibuena matudae (Standl.) L.O.Williams
- Cosmibuena valerii (Standl.) C.M.Taylor